# Site d'enrichissement de Kangson
Le site d'enrichissement de Kangson est le nom donné à un site présumé d'enrichissement d'uranium situé à Chollima-guyok (en), juste à l'extérieur de Pyongyang, en Corée du Nord, le long de l'autoroute de Pyongyang-Nampo,,.

## Fonction
L'installation est soupçonnée d'être conçue pour produire de l'uranium 235, qui peut être utilisé dans des armes nucléaires. Les États-Unis pensent que Kangson a une production double de celle du centre de recherche scientifique nucléaire de Yongbyon, bien que certains analystes estiment qu'elle pourrait n'être que 20 % supérieure,.
En 2020, Olli Heinonen (en), ancien directeur général adjoint à l'Agence internationale de l'énergie atomique, émet des doutes sur le fait que le bâtiment soit un site d'enrichissement. Des images satellite commerciales remontant à la construction du bâtiment principal au début des années 2000 soulèvent des doutes quant à l'allégation. Les premières images satellites suggèrent que le bâtiment principal se compose de plusieurs étages, et le deuxième étage a probablement un sol en béton comme on en trouverait dans un atelier industriel plutôt que dans une salle de centrifugeuse d'enrichissement. Les bâtiments de soutien essentiels, tels que la décontamination des centrifugeuses défectueuses ou vieillissantes, sont absents. Heinonen suggère qu'il pourrait s'agir d'un atelier sécurisé pour la production et le test de composants de centrifugeuse.
En 2021, Siegfried S. Hecker (en), ancien directeur du Laboratoire national de Los Alamos qui a visité à plusieurs reprises les installations nucléaires de Corée du Nord au nom des États-Unis, déclare également qu'il n'est pas convaincu que Kangson soit un site d'enrichissement.

## Historique
Le site ouvre au début des années 2000, avant les activités d'enrichissement du centre de recherche scientifique nucléaire de Yongbyon. La communauté du renseignement des États-Unis commence à observer la construction sur le site en 2007 et l'identifie comme une installation d'enrichissement en 2010. Certaines agences de renseignement européennes ne sont pas convaincues par l'évaluation selon laquelle le site est utilisé pour l'enrichissement d'uranium.
Des analystes américains déclarent que la construction de l'installation a commencé en 2002 et qu'elle est peut-être devenue opérationnelle en 2003,.
Dans les rapports de l'AIEA sur la Corée du Nord en 2020, il est décrit qu'il existe un groupe de bâtiments d'observation qui semblent être une installation d'enrichissement d'uranium, et les mouvements réguliers de véhicules sur le site suggèrent que des activités sont en cours,,. Cependant, une analyse plus approfondie des images satellite commerciales soulève des doutes quant à cette conclusion plus tard cette année-là.